# Pseudolimnophila (Pseudolimnophila) pluto
Pseudolimnophila (Pseudolimnophila) pluto is een tweevleugelige uit de familie steltmuggen (Limoniidae). De soort komt voor in het Neotropisch gebied.